# Stephan Kinsella
Norman Stephan Kinsella (/kɪnˈsɛlə/; n. 1965, Prairieville⁠(d), Parohia Ascension, Louisiana, SUA) este un avocat, autor și anarho-capitalist. Lucrările sale juridice au fost publicate de Oxford University Press, Oceana Publications⁠(d), Institutul Mises, Quid Pro Books și alte edituri.

## Biografie
Născut în Prairieville, Louisiana⁠(d), a studiat la Universitatea de Stat din Louisiana⁠(d), unde a obținut o diplomă de licență și una de master în inginerie electrică, iar mai târziu a devenit doctor în drept⁠(d) la Paul M. Hebert Law Center⁠(d). A obținut și un master în drept în cadrul Universității din Londra.
Kinsella a fost consilier general al Applied Optoelectronics, Inc., din Sugar Land, Texas, din 2000 până în 2012, iar în prezent are un cabinet privat în Houston. A fost colaborator al Institutului Ludwig von Mises, un think-tank libertarian care promovează gândirea politică rothbardiană și ideile școlii austriece de economie, fiind însărcinat cu editarea recenziilor pentru Journal of Libertarian Studies și membru al corpului profesoral al Academiei Mises. Kinsella este și fondatorul Center for the Study of Innovative Freedom (C4SIF).

### Publicații
Publicațiile sale juridice includ cărți și articole despre dreptul brevetelor, dreptul contractelor, dreptul comerțului electronic, dreptul internațional și alte subiecte.

## Convingeri
Kinsella este un oponent vehement al proprietății intelectuale, susținând că brevetele și drepturile de autor nu ar trebui să facă parte dintr-un cod de legi libertarian. Acesta este un susținător al eticii argumentării propuse de Hans-Hermann Hoppe. Kinsella este ateu, în trecut fiind un catolic devotat.

### Lucrări
- International Investment, Political Risk, and Dispute Resolution: A Practitioner's Guide, Second Edition (Oxford University Press, 2020) (cu Noah D. Rubins și Thomas N. Papanastasiou)
- Louisiana Civil Law Dictionary (Quid Pro Books, 2011) (cu Gregory Rome)
- Law in a Libertarian World: Legal Foundations of a Free Society (Papinian Press, 2021)
- Protecting Foreign Investment Under International Law: Legal Aspects of Political Risk. Dobbs Ferry, N.Y.: Oceana Publications. 1997. ISBN 978-0-379213-71-3. (cu Paul E. Comeaux)
- Online Contract Formation. Dobbs Ferry, N.Y.: Oceana Publications. 2004. ISBN 978-0-379215-19-9. OCLC 56476041, 744522102. (cu Andrew F. Simpson)
- Against Intellectual Property. Ludwig von Mises Institute. 2008. ISBN 978-1-933550-32-9.
- OCLC 772536840, 636178826. (cu Teresa C. Tucker, co-editor)